# جاكوب غرين
جاكوب غرين (بالإنجليزية: Jacob Green)‏ (و. 1957  م) هو لاعب كرة قدم أمريكية، من الولايات المتحدة، ولد في باسادينا، يلعب كطرف دفاعي ‏.

## التعليم
تعلم في Kashmere High School ‏.

## روابط خارجية
- جاكوب غرين على موقع مرجع كرة القدم المحترفة.كوم (الإنجليزية)